# Moribe Tachibana
 (juillet 2025).

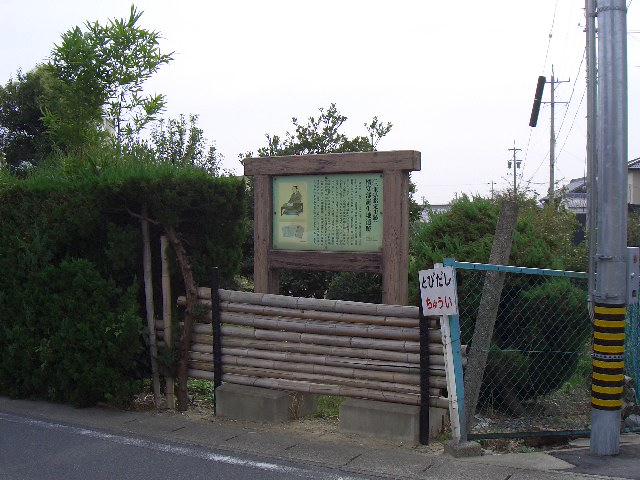
Panneau d'information sur le lieu de naissance de Moribe Tachibana (région de Komukai, Asahi-machi, Mie -gun, préfecture de Mie)
Devant l'hôtel de ville d'Asahi se trouve une stèle portant l'inscription « Lieu de naissance de Moribe Tachibana ».

Moribe Tachibana (橘 守部, Tachibana Moribe), né le 1er mai 1781 et mort le 13 juillet 1849, est un érudit japonais de la fin de l'époque d'Edo, spécialisé dans les classiques. Il utilise l'alias Iida Gensuke (飯田元輔 ou 源助). Ses noms de plume incluent Chian, Shiimoto ou Shoyakuen (池庵 - 椎本 - 生薬園).

## Biographie
Moribe Tachibana nait en 1781 dans la famille d'un chef de village (庄屋) du village de Komukai, comté d'Asaka, province d'Ise (aujourd'hui Komukai , bourg d'Asahi, district de Mie, préfecture de Mie). Son père, Motochika Iida, était un élève de Kotosuga Tanigawa.
Il part à 17 ans à Edo pour étudier, entièrement seul, les classiques. En 1809 Ère Bunka, il s'installe à Satte dans la province de Musashi. À cette époque, il épouse Masako, la fille de Tamura Seihachi. Dans ses dernières années, il retourne à Edo et obtient la faveur de la famille Matsura (松浦氏), seigneurs du domaine de Hirado dans la province de Hizen[réf. nécessaire].
Il meurt en 1849 à l'âge de 69 ans. Il est enterré au temple Chomei-ji à Mukoujima, dans l'arrondissement de Sumida. Sa pierre tombale a été désignée comme bien culturel de cet arrondissement.
En 1928, il reçoit à titre posthume le grade de Shōgoi (正五位).

## Travaux
Lorsqu'il s'installe à Hacchobori (aujourd'hui arrondissement de Chūō à Tokyo), il lit des œuvres telles que « Uji Dainagon Monogatari », « Kokin Wakashu » et « Jikkunsho » et, suivant la volonté posthume de son père, il décide de poursuivre l'étude des classiques japonais.
Tachibana était un critique acerbe de Motoori Norinaga et soulignait l'importance de faire la distinction entre les parties légendaires des mythes et la réalité historique, ceci en accordant une plus grande importance au Nihon Shoki qu'au Kojiki. Il recherchait l'interprétation la plus rationnelle du mythe. Il souhaitait également intégrer ce que les sciences occidentales avaient d'utile avant de discuter de la supériorité du Japon.
Les idées de Moribe se répandirent du nord de la province de Musashi jusqu'à celle de Kōzuke. Il chercha à les diffuser et gagna de nombreux disciples, de paysans pauvres jusqu'aux artisans tisserands.

## Œuvres
Ses œuvres incluent "Shinpu Mondo", "Ise Monogatari Sen", "Daimon Zakki", "Yamabiko Zoushi", "Itsunochiwaki", "Itsunokotowaki", "Kami no Yo Tadaka", "Nankojikiden", "Tosa Nikki Fune no Tadaji", "Manyoshu Suminawa", "Manyoshu Hinotsumade", "Kogetsushō Bekki", "Chōka Sekaku", "Tanka Sekaku" et "Kokoro no Tane",,.